# Isabel Palacio
Isabel Palacio Fernández-Cuesta (Fuente el Saz de Jarama, Madrid, 25 de octubre de 1887 - Trasona, Corvera de Asturias, Asturias, 23 de noviembre de 1963) fue una maestra y autora española que impartió clases en diferentes escuelas de Asturias y Valencia entre 1910 y 1939. Destacó por lo innovador de sus estrategias docentes. Fue represaliada por la dictadura franquista.

## Biografía
Nació en la localidad de Fuente el Saz de Jarama, Madrid, el 25 de octubre de 1887. Obtuvo el título de Maestra en Primera Enseñanza Superior en 1910. Fue expedido con una nota de sobresaliente. El 28 de marzo de 1910, tras superar un proceso de oposición, fue nombrada maestra en Lavio, en el concejo asturiano de Salas.  Allí comenzó a trabajar el 1 de abril de 1910 y continuó hasta el 31 de julio de 1915. Durante su docencia en esta localidad Isabel creó una biblioteca e impartía clases gratuitas a adultos. También organizaba las denominadas Fiestas del Árbol, en las que se fomentaba el respeto a la riqueza forestal asturiana.
Posteriormente, fue trasladada a Llanes, donde impartió clases desde el 10 de agosto de 1915 hasta el 31 de agosto de 1921. Volvió a Lavio en septiembre de 1921 y permaneció allí hasta el 28 de julio de 1935. Su penúltimo destino en Asturias fue en Llaranes, en el concejo de Avilés, donde ejerció como maestra hasta el 18 de julio de 1936, día en el que se produce el Golpe de Estado contra el gobierno de la Segunda República. También impartió clases en Avilés y por último, en la localidad de Catarroja, en la provincia de Valencia hasta 1939.
Formó familia con el carpintero y funcionario de Correos Gervasio Balsera con el que tuvo tres hijos. Ambos formaron parte de la Agrupación Socialista de Salas y participaron en la Revolución de Octubre de 1934. Estuvo tres meses en la cárcel de Oviedo y sufrió traslado forzoso. Pertenecía a la ATEA, la Asociación de Trabajadores de la Enseñanza de Asturias, vinculada a la UGT, desde septiembre de 1932. Durante la guerra fue delegada municipal de Instrucción Pública; concejala en el ayuntamiento de Avilés y secretaria general del Grupo Socialista Femenino. También fue presidenta del Secretariado de Cultura y Trabajo y directora del Grupo Escolar Alfredo Coto de dicha localidad. Tras la caída de Asturias en octubre de 1937 fue detenida y condenada a 20 años de reclusión en un Consejo de Guerra celebrado el 19 de diciembre de 1939. Cumplió tres años de condena en las prisiones de Oviedo, Saturrarán y Amorebieta. Salió en libertad condicional en 1947, cuando tenía 55 años. Se trasladó de nuevo a Asturias donde vivió hasta su muerte en 1963 en Valliniello, Avilés. Nunca pudo volver recuperar su puesto como maestra pero sí se dedicó a dar particulares y de alfabetización para trabajadores, principalmente de la empresa ENSIDESA.

### Detención y condena
Fue detenida en abril de 1939 a su regreso de Valencia tras el final de la guerra. Un párroco de Avilés, Florentino Rodríguez, la acusaba de tener ideas marxistas, robar 900 libros de su biblioteca, ser declaradamente atea y "enseñar doctrinas de Moscú" a sus alumnos y alumnas. Así lo recoge el atestado policial que se incluye en la documentación del juicio, que se completaba con denuncias vecinales, particularmente del barrio de Llaranes, donde había impartido clases. También de otro maestro, Apolinar García Hevia, que acusó a Isabel de "dirigente marxista y de ser delegada del sindicato ATEA en Avilés". Destacaba de ella que había sido una activa articulista durante la guerra. Pasó cuatro días en el centro de internamiento de la Quinta Pedregal de Avilés.
Isabel Palacio fue trasladada a la Cárcel de Oviedo donde permaneció varios meses hasta la celebración del juicio que tuvo lugar el 13 de diciembre de 1939. El juez, según consta en la causa, la acusó de un delito de auxilio a la rebelión y puso el foco en su actividad política, que la maestra admite durante su declaración en la vista. La sentencia se conoce apenas una semana después, el 19 de diciembre. Isabel fue condenada a veinte años de "reclusión menor con las accesorias de inhabilitación absoluta". La pena fue rebajada, con posterioridad, a 12 años. Tras pasar por los penales de Saturrarán y Amorebieta, se le conmutó la condena en 1947 aunque nunca pudo recuperar su plaza de maestra.

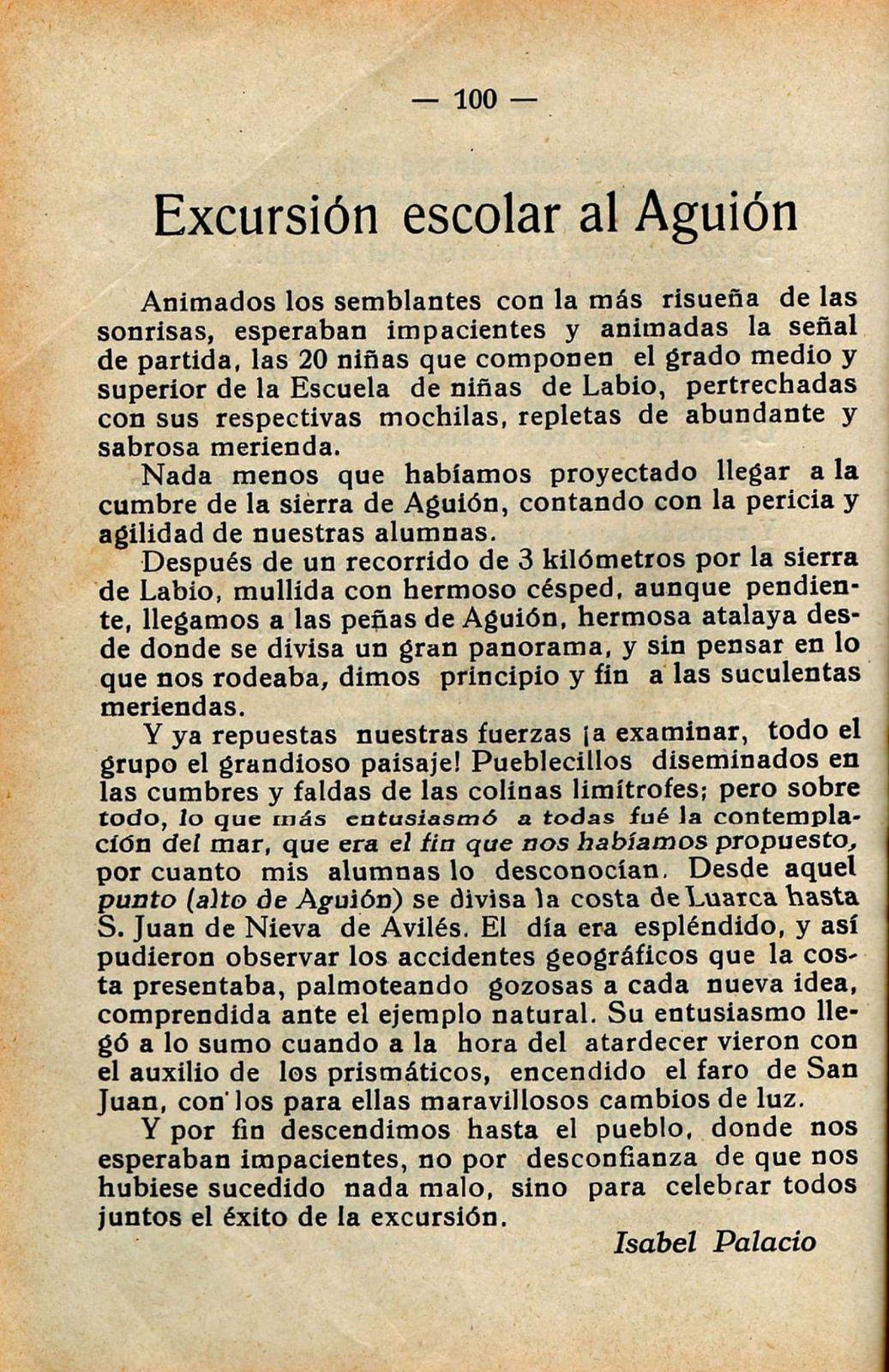
Escrito firmado por Isabel Palacio en el que describe las excursiones que realizaba con sus alumnas al Pico Aguión, en Salas

### Métodos pedagógicos y compromiso político
Isabel Palacio destacó por sus innovadores métodos de enseñanza, particularmente en el ámbito de la escuela rural. Durante su etapa como maestra en Lavio eran habituales las salidas al campo con sus alumnas. En uno de los escritos que firma la propia maestra, describe los "animados semblantes" de las 20 niñas "que componen el grado medio y superior de la Escuela de Labio (sic), pertrechadas con sus respectivas mochilas, repletas de abundante y sabrosa merienda". Con estas excursiones, Isabel Palacio buscaba enseñar a las niñas la riqueza paisajística y geográfica del entorno. "Lo que más les entusiasmó a todas fue la contemplación del mar, que era el fin que nos habíamos propuesto, por cuanto mis alumnas lo desconocían", relata Palacio en la crónica que titula Excursión escolar al Aguión. Desde aquel lugar, se podía divisar "la costa de Luarca hasta San Juan de Nieva", en Avilés.

## Legado
La actividad política de Palacio está recogida en la hemeroteca histórica del diario La Voz de Avilés, periódico que estuvo bajo el control del Frente Popular durante la guerra. En esta cabecera la maestra publicó artículos y poemas en los que daba cuenta de su compromiso con la causa republicana. Estos escritos están recogidos también en el expediente de Isabel Palacio que se puede consultar en el Archivo Militar de Ferrol.
Isabel firma el 21 de agosto de 1936 un artículo que titula "¡Alerta Republicanos!" en el que denuncia a los responsables del Golpe de Estado del 18 de julio y pide a los defensores del gobierno democrático que no "se duerman en los laureles". En ese texto también hace mención a las mujeres, de las que asegura que "daremos hasta la última gota de nuestra sangre porque la tiranía no triunfe".
1. 1 2  «Población, Félix, (21 de agosto de 2024), Isabel Palacio, la maestra que enseñaba el mar de Asturias a sus alumnos. Diario del Aire». Archivado desde el original el 4 de septiembre de 2024.
2. ↑  Fernández Pérez, Adolfo (2013). Tiempos heroicos. Diccionario biográfico del socialismo asturiano. Fundación José Barreiro. ISBN 9788483674161. Archivado desde el original el 19 de octubre de 2021.
3. 1 2  «Palacios Fernández Cuesta, Isabel». Fundación Pablo Iglesias. 16 de enero de 2014. Archivado desde el original el 25 de abril de 2025. Consultado el 26 de febrero de 2025.
4. ↑  Borque López, Leonardo (2010). La represión violenta contra los maestros republicanos en Asturias. KRK. ISBN 978-84-8367-293-8. Archivado desde el original el 23 de febrero de 2024.
5. 1 2 3 4  Alonso, Rebeca Fernández; Corral, Pablo Martínez (2018). Isabel Palacio: el compromiso de una maestra republicana. Centro de Interpretación y Documentación de Llaranes, Club Popular de Cultura "Llaranes". Consultado el 27 de febrero de 2025.
6. ↑  Alonso, Rebeca Fernández; Corral, Pablo Martínez (2018). Isabel Palacio: el compromiso de una maestra republicana. Centro de Interpretación y Documentación de Llaranes, Club Popular de Cultura "Llaranes". Consultado el 27 de febrero de 2025.
7. ↑  Martínez Corral, Pablo (2015-07). Memoria y Olvido en la Quinta Pedregal. Consultado el 28 de febrero de 2025.
8. ↑  Corral, Pablo Martínez (2015). Memoria y olvido en la Quinta Pedregal: la represión franquista en la comarca de Avilés. P. Martínez. ISBN 978-84-608-3641-4. Consultado el 27 de febrero de 2025.
9. 1 2 3  Archivo Militar de Ferrol, causa 2777, carpeta 299, archivo 3343
10. ↑  «Quinta Pedregal, agujero negro de la memoria». La Nueva España. 31 de octubre de 2009. Archivado desde el original el 3 de diciembre de 2020. Consultado el 28 de febrero de 2025.

- Datos: Q133457915